# Svetovno prvenstvo športnih dirkalnikov sezona 1967
Svetovno prvenstvo športnih dirkalnikov sezona 1967 je bila petnajsta sezona Svetovnega prvenstva športnih dirkalnikov, ki je potekalo med 4. februarjem in 3. septembrom 1967. Naslov konstruktorskega prvaka so osvojili Ferrari (P+2.0), Porsche (P2.0 in S2.0), Ford (S+2.0) in Abarth (S1.3).

## Spored dirk
| Št | Ime                       | Dirkališče                     | Razred   | Datum                 |
| -- | ------------------------- | ------------------------------ | -------- | --------------------- |
| 1  | 24 ur Daytone             | Daytona International Speedway | Oba      | 4. februar 5. februar |
| 2  | 12 ur Sebringa            | Sebring International Raceway  | Oba      | 1. april              |
| 3  | 1000 km Monze             | Autodromo Nazionale Monza      | Oba      | 25. april             |
| 4  | 1000 km Spaja             | Circuit de Spa-Francorchamps   | Oba      | 1. maj                |
| 5  | Targa Florio              | Palermo                        | Oba      | 14. maj               |
| 6  | 1000 km Nürburgringa      | Nürburgring                    | Oba      | 28. maj               |
| 7  | 24 ur Le Mansa            | Circuit de la Sarthe           | Oba      | 10. junij 11. junij   |
| 8  | 500 km Hockenheima        | Hockenheimring                 | Oba      | 9. julij              |
| 9  | 500 km Mugella            | Mugello Circuit                | Oba      | 23. julij             |
| 10 | BOAC 500                  | Brands Hatch                   | Šp. dir. | 30. julij             |
| 11 | Coppa Citta di Enna       | Autodromo di Pergusa           | Šp. dir. | 6. avgust             |
| 12 | 1000 km Zeltwega          | Zeltweg Airfield               | Šp. dir. | 20. avgust            |
| 13 | Swiss Mountain Grand Prix | Villars                        | Oba      | 27. avgust            |
| 14 | 500 km Nürburgringa       | Nürburgring                    | Oba      | 3. september          |

### Po dirkah
| Št | Dirkališče        | Zmag. moštvo prot.           | Zmag. moštvo šp. dir.            | Zmag. moštvo GT                  | Poročilo |
| Št | Dirkališče        | Zmag. dirkača prot.          | Zmag. dirkač(a) šp. dir.         | Zmag. dirkača (-i) GT            | Poročilo |
| -- | ----------------- | ---------------------------- | -------------------------------- | -------------------------------- | -------- |
| 1  | Daytona           | #23 SpA Ferrari SEFAC        | #11 J.W. Automotive              | #54 Jack Ryan                    | Poročilo |
| 1  | Daytona           | Lorenzo Bandini Chris Amon   | Dick Thompson Jacky Ickx         | Jack Ryan Bill Bencker           | Poročilo |
| 2  | Sebring           | #1 Ford Motor Co.            | #19 Scuderia Brescia Corse       | #46 Robert Kirby                 | Poročilo |
| 2  | Sebring           | Mario Andretti Bruce McLaren | Nino Vaccarella Umberto Maglioli | Robert Kirby Alan Johnson        | Poročilo |
| 3  | Monza             | #3 SpA Ferrari SEFAC         | #33 Ford France                  | Paul Vestey                      | Poročilo |
| 3  | Monza             | Lorenzo Bandini Chris Amon   | Jo Schlesser Guy Ligier          | Paul Vestey Carlos Gaspar        | Poročilo |
| 4  | Spa               | #6 J.W. Automotive           | #41 Dawnay Racing                | #71 British Motor Co.            | Poročilo |
| 4  | Spa               | Dick Thompson Jacky Ickx     | Jackie Oliver Mike Salmon        | Roger Enever Alec Poole          | Poročilo |
| 5  | Palermo           | #184 Porsche System Eng.     | #130 Ford France S.A.            | #46 Porsche System Eng.          | Poročilo |
| 5  | Palermo           | Rolf Stommelen Paul Hawkins  | Jean-Michel Giorgi Henri Greder  | Bernard Cahier Jean-Claude Killy | Poročilo |
| 6  | Nürburgring       | #17 Porsche System Eng.      | #70 Scuderia Lufthansa           | #75 IGFA                         | Poročilo |
| 6  | Nürburgring       | Udo Schütz Joe Buzzetta      | Hans-Dieter Dechent Robert Huhn  | Helmut Kelleners Jürgen Neuhaus  | Poročilo |
| 7  | La Sarthe         | #1 Shelby-American Inc.      | #37 Porsche System Eng.          | #28 Scuderia Filipinetti         | Poročilo |
| 7  | La Sarthe         | Dan Gurney A.J. Foyt         | Vic Elford Ben Pon               | Rico Steinemann Dieter Spoerry   | Poročilo |
| 8  | Hockenheimring    | -                            | #3 Abarth                        | #29 "Jean-Pierre"                | Poročilo |
| 8  | Hockenheimring    |                              | Toine Hezemans                   | "Jean-Pierre"                    | Poročilo |
| 9  | Mugello           | #1 Porsche System            | #63 Brez imena                   | #133 Brez imena                  | Poročilo |
| 9  | Mugello           | Gerhard Mitter Udo Schütz    | Leo Cella Giampiero Biscaldi     | Luigi Cabella Giovanni Marini    | Poročilo |
| 10 | Brands Hatch      | #1 Chaparral Cars Inc.       | #72 A.G. Dean Racing Ltd.        | -                                | Poročilo |
| 10 | Brands Hatch      | Phil Hill Mike Spence        | Tony Dean Ben Pon                |                                  | Poročilo |
| 11 | Pergusa           | #62 Brez imena               | #80 Scuderia Brescia Corse       | -                                | Poročilo |
| 11 | Pergusa           | Dieter Spoerry               | Nino Vaccarella                  |                                  | Poročilo |
| 12 | Zeltweg           | -                            | #5 Paul Hawkins                  | -                                | Poročilo |
| 12 | Zeltweg           | Paul Hawkins                 |                                  |                                  | Poročilo |
| 13 | Villars-sur-Ollon | #196 Porsche System          | #160 OASC                        | -                                | Poročilo |
| 13 | Villars-sur-Ollon | Gerhard Mitter               | Rudi Lins                        |                                  | Poročilo |
| 14 | Nürburgring       | #2 Alpine                    | #42 Abarth                       | #58 Motor Racing Stables         | Poročilo |
| 14 | Nürburgring       | Roger Delageneste            | Ernst Furtmayer                  | Tetsu Ikuzawa                    | Poročilo |

## Konstruktorsko prvenstvo
Za prvenstvo je štelo pet najboljših rezultatov sezone.

### Prototipi prek 2000 cm³
| Poz | Konstruktor | 1. | 2. | 3. | 4. | 5. | 6. | 7. | 9. | 10. | 11. | 13. | 14. | Skupaj |
| --- | ----------- | -- | -- | -- | -- | -- | -- | -- | -- | --- | --- | --- | --- | ------ |
| 1   | Ferrari     | 9  |    | 9  | 6  |    |    | 6  |    | (6) |     | 9   |     | 39     |
| 2   | Porsche     |    |    |    |    | 9  | 9  |    | 9  | 4   |     |     |     | 31     |
| 3   | Ford        | 3  | 9  |    | 2  |    |    | 9  | 4  |     |     |     |     | 27     |
| 4   | Mirage      |    |    | 3  | 9  |    |    |    |    |     |     |     |     | 12     |
| 5   | Chaparral   |    |    |    |    |    |    |    |    | 9   |     |     |     | 9      |
| 6=  | MG          |    | 4  |    |    |    |    |    |    |     |     |     |     | 4      |
| 6=  | Lola        |    |    |    | 4  |    |    |    |    |     |     |     |     | 4      |
| 8   | Howmet      |    | 3  |    |    |    |    |    |    |     |     |     |     | 3      |

### Prototipi pod 2000 cm³
| Poz | Konstruktor   | 1. | 2. | 3. | 4. | 5. | 6.  | 7.  | 9.  | 10. | 11. | 13. | 14. | Skupaj |
| --- | ------------- | -- | -- | -- | -- | -- | --- | --- | --- | --- | --- | --- | --- | ------ |
| 1   | Porsche       | 9  | 9  | 9  | 9  | 9  | (9) | (9) | (9) | (6) | (9) | (9) |     | 45     |
| 2   | Lotus         |    |    |    |    |    |     |     |     | 9   |     | 1   |     | 10     |
| 3   | Austin-Healey |    | 2  |    |    | 3  |     |     | 3   |     |     |     |     | 8      |
| 4=  | Alfa Romeo    |    |    |    | 4  |    | 3   |     |     |     |     |     |     | 7      |
| 4=  | Lancia        |    | 1  |    |    |    |     |     | 6   |     |     |     |     | 7      |
| 6=  | Alpine        |    |    |    | 2  |    |     | 4   |     |     |     |     |     | 6      |
| 6=  | Chevron       |    |    |    |    |    | 2   |     |     | 4   |     |     |     | 6      |
| 8=  | Ferrari       |    |    |    |    | 4  |     |     |     |     |     |     |     | 4      |
| 8=  | Nomad         |    |    |    |    |    |     |     | 4   |     |     |     |     | 4      |
| 8=  | Lola          |    |    |    |    |    |     |     |     |     |     | 4   |     | 4      |
| 11  | Abarth        |    |    |    |    |    |     |     |     |     |     | 3   |     | 3      |
| 12  | Marcos        |    |    |    |    |    |     |     | 1   |     |     |     |     | 1      |